# Твинсберг (Охајо)
Твинсберг (енгл. Twinsburg) град је у америчкој савезној држави Охајо.

## Демографија
По попису из 2010. године број становника је 18.795, што је 1.789 (10,5%) становника више него 2000. године.
| Група             | 2000.          | 2010.          |
| Белци             | 14.686 (86,4%) | 14.626 (77,8%) |
| Афроамериканци    | 1.484 (8,7%)   | 2.527 (13,4%)  |
| Азијати           | 502 (3,0%)     | 1.080 (5,7%)   |
| Хиспаноамериканци | 176 (1,0%)     | 227 (1,2%)     |
| Укупно            | 17.006         | 18.795         |